# Leszek Stępniewski
Leszek Stępniewski (* 22. April 1962 in Skierniewice) ist ein ehemaliger polnischer Radrennfahrer und nationaler Meister im Radsport.

## Sportliche Laufbahn
1985 war das Jahr seines größten sportlichen Erfolges. Er wurde bei den UCI-Bahn-Weltmeisterschaften Vize-Weltmeister im Mannschaftszeitfahren mit seinen Teamkollegen Andrzej Sikorski, Ryszard Dawidowicz und Marian Turowski. 1984 wurde er polnischer Meister im 1000-Meter-Zeitfahren und 1985 in der Einerverfolgung und im Punktefahren. 1985 konnte er den wichtigsten Bahnwettbewerb in Südamerika, den Gran Caracol de Pista für sich entscheiden.
Stępniewski bestritt auch erfolgreich Straßenrennen. 1986 gewann er eine Etappe der Internationalen Friedensfahrt, schied aber später aus dem Rennen aus.